# Masacre de Caño Sibao
La Masacre de Caño Sibao fue asesinato masivo ocurrido en el sitio de Caño Sibao, Meta, Colombia, el 31 de mayo de 1992 en el marco de la represión política en contra de la Unión Patriótica y el Partido Comunista Colombiano. En dicho evento fueron asesinados por fuerzas paramilitares los dirigentes comunistas William Ocampo Castillo (alcalde electo de El Castillo, Meta), María Mercedes Méndez (alcaldesa saliente del mismo municipio), Rosa Peña Rodríguez (tesorera municipal de El Castillo), Ernesto Sarralde (asesor agrícola) y Antonio Agudelo (funcionario de la Alcaldía). Sobrevivió al atentado el funcionario Wilson Pardo García.
Esta fue la cuarta masacre que se cometía en el lugar Caño Sibao.

## Antecedentes
Durante el desarrollo de los Acuerdos de la Uribe, la Unión Patriótica fue creada como parte de dichos acuerdos de paz entre el Gobierno de Belisario Betancourt y las FARC. El Departamento del Meta, principalmente en la región del Alto Ariari (compuesta por los municipios de El Castillo, Cubarral, Lejanías, Fuente de Oro, El Dorado, San Martín, San Juan de Arama y Granada) fue de los primeros departamentos del país donde se impulsó el movimiento político. Sin embargo, en el mismo departamento comenzaron los primeros asesinatos contra los miembros de dicho partido, los cuales se gestaron por cuenta de grupos paramilitares conformados y financiados por los varones del crimen y personalidades poderosas como Gonzalo Rodríguez Gacha y Victor Carranza. 
Entre 1986 y 1990 en la región del Ariari se presentaron diversas matanzas contra miembros de la UP, entre militantes simpatizantes, funcionarios de la Administración Pública Territorial e inspectores de policía.  Así mismo se dieron hechos de violencia contra la población civil,asesinatos, secuestros, desapariciones, masacres y detenciones arbitrarias, lo cual generó una clara situación de orden público. A mediados de noviembre de 1990 a raíz del fracaso en el proceso de paz con las FARC, por iniciativa de la alcaldesa María Mercedes Méndez se crea la "La gran Cumbre de la Reconciliacion y la Consolidacion de la Paz del Alto Ariari", una asociación de los municipios del Alto Ariari que buscaban conseguir un alto al fuego en la región, donde se había logrado sentar para el diálogo tanto a guerrilleros, como paramilitares, al Ejército y a representantes de gremios ganaderos y campesinos de la región, logrando así un cese al fuego temporal en la región que solo duró hasta mayo de 1992 cuando ocurrió la masacre. Dicha cumbre dio inicio a lo que sería posteriormente la Asociación de Municipios del Ariari
María Mercedes Méndez era una militante del Partido Comunista Colombiano. Se destacó como líder agraria y comunal en el Meta. Alcaldesa del municipio de El Castillo, Meta, por la Unión Patriótica para el periodo 1990-1992. Fue asesinada cuando se encontraba haciendo empalme con su sucesor, el recién alcalde electo por el mismo partido, William Ocampo.

## Víctimas
El día de la masacre, tanto Maria Mercedes y sus acompañantes se encontraban en Villavicencio desde horas de la mañana reunidos tanto como el director del DAS, así como con el comandante de la VII Brigada del Ejército Nacional, en la que reclamaron condiciones de protección para su ejercicio político. En Caño Sibao, zona ubicada en la vía que de Granada conduce a El Castillo se perpetró la masacre.  Cuando los hombres armados vieron venir la camioneta en la que se trasportaba la comitiva oficial les lanzaron granadas y después les hicieron varias ráfagas de disparos. El gobernador del Meta, Armando Baquero, cuando se enteró de los hechos pidió a la Fuerza Pública asentada en El Castillo que se dirigiera a Caño Sibao. Sin embargo, según Baquero, no hicieron presencia con el argumento de que podrían ser emboscados por la guerrilla.
Murieron tres personas más (Rosa Peña, Tesorera, Ernesto Sarralde, Coordinador de la UMATA y Pedro Agudelo, Conductor), esta masacre se da en el marco del genocidio político contra la UP.
A los cinco meses y veintitrés días del asesinato de Méndez, el 26 de noviembre de 1992, fue asesinado su esposo José Rodrigo García Orozco quien también era de la Unión Patriótica y se desempeñaba en ese momento como diputado de la Asamblea Departamental del Meta.

## Responsables
Los atacantes estaban bajo el mando del Manuel de Jesús Pirabán, 'Pirata', según contó a la Fiscalía General uno de los paramilitares que participó en la masacre. El grupo estaba integrado por entre 10 a 15 hombres y tenía como su centro de operaciones San Martín, Granada y El Castillo. 
En 2006, la justicia colombiana condenó a 30 años de prisión a 'Pirata' por masacre de Caño Sibao. El Tribunal Superior de Villavicencio, con base en testimonios de paramilitares, confirmó la decisión del juzgado. Como segundo al mando del grupo estaba Héctor Horacio Triana, 'Zorro', quien fue sentenciado a 30 años de prisión.

## Memoria histórica
El poeta colombiano Omar Garzón publicó en su libro Flores para un ocaso un poema titulado Ruta entre Caño Sibao y el canto de un pájaro, dedicado a las víctimas de la masacre de Caño Sibao.